# ديك بريمر
ديك بريمر (بالإنجليزية: Dick Bremer)‏ هو صحفي رياضي أمريكي، ولد في 1 مارس 1956.